# Ariel (księżyc)

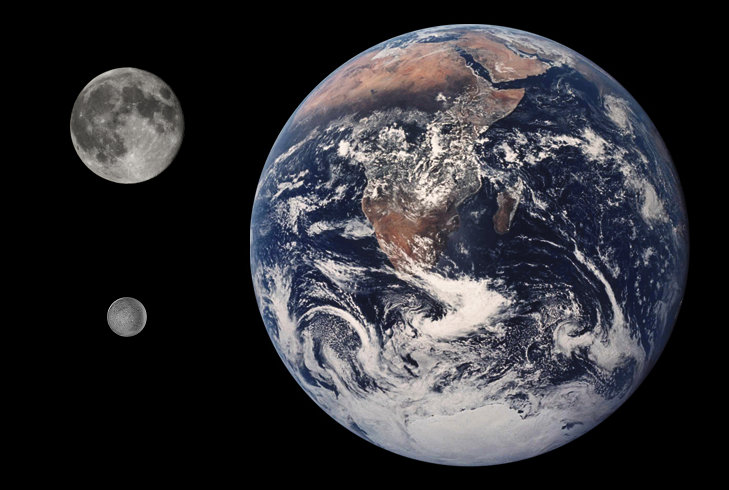
Ariel, Ziemia i Księżyc w skali

Ariel (Uran I ) – jeden z pięciu największych satelitów Urana. Został odkryty przez Williama Lassella w 1851, równocześnie z Umbrielem. Wszystkie duże księżyce Urana są zbudowane z około 40–50% zamrożonej wody zmieszanej ze skałami, są to nieco większe kawałki skał niż na dużych księżycach Saturna takich jak Rea. Powierzchnia Ariela jest pokryta kraterami oraz głębokimi (nawet do 10 km), długimi na setki kilometrów wąwozami. Ariel jest bardzo podobny do Tytanii, lecz jego powierzchnia jest bardziej urozmaicona, zaś kratery i wąwozy są tu dużo większe i bardziej rozwinięte. Powierzchnia jest stosunkowo młoda (jej wiek jest porównywalny z wiekiem powierzchni Enceladusa), niektóre procesy tworzące nową powierzchnię są w toku.

## Nazwa
Nazwy tego oraz pozostałych czterech największych satelitów Urana zostały zaproponowane przez Johna Herschela (syna odkrywcy Urana) w 1852 r. na życzenie Williama Lassella, który rok wcześniej odkrył Ariela oraz Umbriela. Lassell poparł schemat nazewnictwa Herschela dla siedmiu ówcześnie znanych satelitów Saturna oraz nazwał ósmego odkrytego przez siebie Hyperiona w ramach tego schematu.
Wszystkie księżyce Urana nazwane są imionami postaci z dzieł Williama Szekspira lub Alexandra Pope’a. Nazwa Ariel pochodzi od imienia ducha powietrza ze sztuki Szekspira – Burza i poematu Pukiel porwany (The Rape of the Lock) Pope’a.

## Właściwości fizyczne
Jedyne wysokiej jakości zdjęcia Ariela pochodzą z sondy kosmicznej Voyager 2, która sfotografowała księżyc podczas przelotu w okolicy Urana w styczniu 1986 r. Wówczas południowa półkula księżyca była skierowana ku Słońcu, więc tylko ta część jest widoczna.
Ariel jest księżycem lodowym, składa się z lodu w około 70%, w 30% z krzemianów. Na jego lodowej powierzchni często występują kratery, które pokryte są nieznanym ciemnym materiałem.
Naukowcy rozpoznają jedynie trzy typy struktur geologicznych Ariela:
- kratery uderzeniowe
- wąskie depresje
- doliny